# مارینا (برنامه نظارتی)
مارینا یک پایگاه داده و ابزار واکاوی داده برای فراداده اینترنتی شنود الکترونیک شده در آژانس امنیت ملی ایالات متحده آمریکا است (اداره‌کننده اطلاعات ملی در واژگان آژانس امنیت ملی). این پایگاه داده، فراداده را تا یک سال نگهداری می‌کند. بر پایه اسناد افشا شده بدست ادوارد اسنودن: "کاربرد مارینا، ردیابی اینترنت‌گردی، گردآوری اطلاعات و درونمایه تماس‌ها، و توسعه ارزیابی‌های بدست‌آمده از عملکرد هدف است" و "با کارایی دقیق‌تر، مارینا می‌تواند به فراداده اداره‌کننده اطلاعات ملی که در ۳۶۵ روز گذشته با سامانه‌های گردآوری شنود الکترونیک بدست آمده، نگاه کند. حتی اگر، هدفِ گردآوریِ داده نبوده است." [در سند اصلی آژانس امنیت ملی بر آن تاکید شده است.] فراداده گردآوری شده، بیشتر برای واکاوی سبک زندگی هدف بکار می‌رود. مردم آمریکا نیز با این برنامه، بررسی می‌شوند و از نظارت آن در امان نیستند. زیرا مارینا تحت متمم‌های لایحه ۲۰۰۸ لایحه نظارت بر اطلاعات خارجی ۱۹۷۸ کار نمی‌کند.
همتای تلفنی مارینا، مین‌وی است.